# Boeschepe
Boeschepe è un comune francese di 2 247 abitanti situato nel dipartimento del Nord nella regione dell'Alta Francia.
Il comune è posto al confine con il Belgio.

## Società

### Evoluzione demografica
Abitanti censiti